# 福昌阿
福昌阿（1793年—？），字介五，号丙桥，索齊勒氏，盛京满洲镶蓝旗人。道光辛巳举人，癸巳进士。历任四川永川县知县，湖北崇阳县知县。擅长绘画。

## 家族
- 曾祖妞妞，盛京户部主事；
- 祖盛海；
- 父明山；
- 嫡妻爱新觉罗氏，继妻马佳氏；
- 女一，同治甲子科举人治安嫡妻；[3]女二，盛京宗室瑞蘭继妻。[4]